# UCI ProTour 2008
Die UCI ProTour war eine Serie wichtiger Etappen- und Eintagesrennen des Straßenradsports. Die jährlich vom Radsportweltverband UCI ausgetragene ProTour fand 2008 zum vierten Mal statt.
Allerdings wurden die drei großen Landesrundfahrten Tour de France, Giro d’Italia und Vuelta a España nach Unstimmigkeiten zwischen der UCI und den Veranstaltern sowie weitere prestigeträchtige Eintagesrennen aus dem ProTour-Kalender genommen. Das Programm wurde am 27. September 2007 im Rahmen der Straßen-Radweltmeisterschaften 2007 in Stuttgart vorgestellt. Anfängliche Pläne für ein Rennen zum Finale der Serie wurden fallen gelassen.

## Teilnehmende Teams
| Team                             | Nation             | Kapitäne                            |
| -------------------------------- | ------------------ | ----------------------------------- |
| Ag2r La Mondiale                 | Frankreich         | Rinaldo Nocentini                   |
| Astana                           | Luxemburg          | Alberto Contador, Levi Leipheimer   |
| Bouygues Télécom                 | Frankreich         | Thomas Voeckler                     |
| Caisse d’Epargne                 | Spanien            | Wladimir Karpez, Alejandro Valverde |
| Cofidis, Le Crédit par Téléphone | Frankreich         | Sylvain Chavanel, Nick Nuyens       |
| Team CSC-Saxo Bank               | Danemark           | Fabian Cancellara, Carlos Sastre    |
| Crédit Agricole                  | Frankreich         | Thor Hushovd                        |
| Euskaltel-Euskadi                | Spanien            | Samuel Sánchez, Haimar Zubeldia     |
| Française des Jeux               | Frankreich         | Sandy Casar, Philippe Gilbert       |
| Gerolsteiner                     | Deutschland        | Davide Rebellin, Stefan Schumacher  |
| Team Columbia                    | Vereinigte Staaten | George Hincapie, Kim Kirchen        |
| Lampre                           | Italien            | Alessandro Ballan, Damiano Cunego   |
| Liquigas                         | Italien            | Daniele Bennati, Filippo Pozzato    |
| Team Milram                      | Deutschland        | Alessandro Petacchi, Erik Zabel     |
| Quick Step                       | Belgien            | Paolo Bettini, Tom Boonen           |
| Rabobank                         | Niederlande        | Óscar Freire, Denis Menschow        |
| Scott-American Beef              | Spanien            | Leonardo Piepoli, Riccardo Riccò    |
| Silence-Lotto                    | Belgien            | Cadel Evans, Robbie McEwen          |

## Rennen
| Datum             | Radrennen                    | Sieger               | Ergebnis | ProTour-Führender  |
| ----------------- | ---------------------------- | -------------------- | -------- | ------------------ |
| 22.–27. Januar    | Tour Down Under              | André Greipel        | Ergebnis | André Greipel      |
| 6. April          | Flandern-Rundfahrt           | Stijn Devolder       |          | André Greipel      |
| 9. April          | Gent–Wevelgem                | Óscar Freire         |          | André Greipel      |
| 7.–12. April      | Baskenland-Rundfahrt         | Alberto Contador     | Ergebnis | André Greipel      |
| 20. April         | Amstel Gold Race             | Damiano Cunego       |          | Damiano Cunego     |
| 29. April–4. Mai  | Tour de Romandie             | Andreas Klöden       | Ergebnis | Damiano Cunego     |
| 19.–25. Mai       | Katalonien-Rundfahrt         | Gustavo César Veloso | Ergebnis | Damiano Cunego     |
| 8.–15. Juni       | Critérium du Dauphiné Libéré | Alejandro Valverde   | Ergebnis | Cadel Evans        |
| 14.–22. Juni      | Tour de Suisse               | Roman Kreuziger      | Ergebnis | Damiano Cunego     |
| 2. August         | Clásica San Sebastián        | Alejandro Valverde   |          | Alejandro Valverde |
| 20.–27. August    | Eneco Tour                   | José Iván Gutiérrez  | Ergebnis | Alejandro Valverde |
| 25. August        | GP Ouest France-Plouay       | Pierrick Fédrigo     |          | Alejandro Valverde |
| 29. Aug.–6. Sept. | Deutschland Tour             | Linus Gerdemann      | Ergebnis | Alejandro Valverde |
| 7. September      | Vattenfall Cyclassics        | Robbie McEwen        |          | Alejandro Valverde |
| 15.–21. September | Polen-Rundfahrt              | Jens Voigt           | Ergebnis | Alejandro Valverde |

## Endstand
153 Fahrer haben in der UCI ProTour 2008 gepunktet.
Die Endstände der Einzel-, Team- und Nationenwertung:
| Platz | Fahrer                 | Punkte |
| ----- | ---------------------- | ------ |
| 01.   | Alejandro Valverde     | 123    |
| 02.   | Damiano Cunego         | 104    |
| 03.   | Andreas Klöden         | 096    |
| 04.   | Roman Kreuziger        | 094    |
| 05.   | André Greipel          | 093    |
| 06.   | Cadel Evans            | 085    |
| 07.   | Stijn Devolder         | 080    |
| 08.   | José Joaquín Rojas Gil | 077    |
| 09.   | Thomas Lövkvist        | 074    |
| 10.   | Alessandro Ballan      | 060    |

| Platz | Team                             | Punkte |
| ----- | -------------------------------- | ------ |
| 01.   | Caisse d’Epargne                 | 229    |
| 02.   | Astana                           | 226    |
| 03.   | Team CSC-Saxo Bank               | 180    |
| 04.   | Liquigas                         | 178    |
| 05.   | Scott-American Beef              | 177    |
| 06.   | Crédit Agricole                  | 161    |
| 07.   | Euskaltel-Euskadi                | 160    |
| 08.   | Quick Step                       | 160    |
| 09.   | Team Columbia                    | 159    |
| 10.   | Rabobank                         | 156    |
| 11.   | Silence-Lotto                    | 155    |
| 12.   | Française de Jeux                | 152    |
| 13.   | ag2r La Mondiale                 | 145    |
| 14.   | Gerolsteiner                     | 142    |
| 15.   | Bouygues Télécom                 | 108    |
| 16.   | Cofidis, Le Crédit par Téléphone | 107    |
| 17.   | Lampre                           | 095    |
| 18.   | Team Milram                      | 079    |

| Platz | Nation      | Punkte |
| ----- | ----------- | ------ |
| 01.   | Spanien     | 374    |
| 02.   | Deutschland | 317    |
| 03.   | Italien     | 295    |
| 04.   | Australien  | 268    |
| 05.   | Belgien     | 216    |
| 06.   | Frankreich  | 177    |
| 07.   | Tschechien  | 094    |
| 08.   | Luxemburg   | 094    |
| 09.   | Niederlande | 090    |
| 10.   | Russland    | 087    |